# 1989년 대한민국의 영화 목록
다음은 1989년에 개봉됐던 대한민국의 영화 목록이다.

## 목록
- 25불의 인간
- 89 인간시장 오 하나님
- 간통
- 강남 꽃순이
- 개그맨
- 건드리지 좀 마
- 구로 아리랑
- 굿모닝 대통령
- 그 후로도 오랫동안
- 껄덕쇠
- 끝없는 욕망
- 내사랑 동키호테
- 내친구 제제
- 노란 집
- 누가 꽃밭에 불을 지르랴
- 늑대의 호기심이 비둘기를 훔쳤다
- 단단한 놈
- 달리는 도시
- 달마가 동쪽으로 간 까닭은?
- 달아난 말
- 달콤한 신부들
- 담다디
- 들병이
- 똘똘이 소강시
- 랏슈
- 매매꾼
- 매춘 2
- 매화방 천등불
- 며느리 밥풀꽃에 대한 보고서
- 모래성
- 못먹어도 고
- 미쓰코뿔소 미스터코란도
- 밀월
- 바이오맨
- 발바리의 추억
- 백치원앙
- 벌거벗은 분노
- 변태의 계절
- 불여우
- 불의 나라
- 블루하트
- 빠걸
- 빨간 여배우
- 빨강바다
- 살꼬지
- 상처
- 새앙쥐 상륙작전
- 서울 무지개
- 서울공주
- 슈퍼 홍길동 3
- 신사동 제비
- 아낌없이 주련다
- 아제아제 바라아제
- 안개도시
- 앗싸,호랑나비
- 애란
- 양귀비의 후예들
- 여감풍운
- 여인 파티
- 여자는 바람, 여자는 바람
- 영구와 땡칠이 소림사가다
- 영구와 땡칠이
- 오늘 여자
- 오색의 전방
- 외계인과 콩콩강시
- 우담바라
- 우리들의 친구 파워 5
- 울고 싶어라
- 유아독존
- 위험한 욕정
- 육담구담
- 이웃집 남자
- 인신매매
- 일본대부
- 잘돼갑니다
- 장미속의 살모사
- 잦은 방아
- 정부와 정사
- 제2의 성
- 제3세대 우뢰메 6
- 쫄병수첩
- 추억의 이름으로
- 춘화춘풍
- 크라이막스 원
- 태권 소년 어니와 마스타 김
- 행복은 성적순이 아니잖아요
- 화춘
- 회춘녀

## 참고 자료
- KOFIC 영화데이터베이스